# Juristes pour l'enfance
Juristes pour l'enfance est une association à but non lucratif proche de La Manif pour tous et de l'extrême droite, connue pour son opposition à la PMA et à la GPA en France.

## Histoire
L'association est fondé en 2008 par Aude Mirkovic et regroupe 250 membres en 2019.
Mediapart et le Monde indiquent en 2024 que l'association, conservatrice, est proche de l'extrême droite,.
À la suite de la circulaire JUSC1301528C dite « circulaire Taubira », l'association saisit le Conseil d'État en vue de la faire annuler,. En décembre 2014, les requêtes sont rejetées et la circulaire est validée.
En 2014, l'association porte plainte contre X, ciblant Extraordinary Conceptions, une entreprise américaine qui propose des services de mise en relations entre couples français et mères porteuses,.
En 2016, un groupe d'associations dont Juristes pour l'enfance, Promouvoir et la CNAFC demandent un classement plus sévère du film Sausage Party, estimant que son contenu tente de « corrompre les mineurs ». Le tribunal de Paris déboute les associations, permettant au film de garder son visa d'exploitation,.
Lors d'une campagne en 2018 contre la PMA, l'association est accusé de ne pas avoir respecter les conditions d'utilisations d'une image en l'utilisation à des fins politiques malgré l'interdiction de cette usage par son photographe Alex Novikov,.
L'association se joint en 2019 au mouvement Marchons enfants, fondé par la Manif pour Tous et visant à lutter contre la légalisation de la PMA en France.
En aout 2020, l'association tente de faire interdire la tenue du salon Désir d'enfant à Paris mais son action en référé-liberté est déboutée par le juge.
À la suite de l'invasion de l'Ukraine par la Russie en 2022, des mères porteuses ukrainiennes donnent naissance sur le territoire français, et l'association décide de porter plainte contre X. La plainte a été classée sans suite par le parquet de Saintes.
En mars 2023, elle fait partie du groupe de 5 associations qui portent plainte contre l'exposition au Palais de Tokyo de l’œuvre Fuck Abstraction de Miriam Cahn. Le tribunal déboute les associations plaignantes, qui portent l'affaire devant le Conseil d'État.
L'association demande également à rejoindre un groupe de travail de la Haute Autorité de santé concernant l'évolution du « protocole de prise en charge des personnes transgenres » ainsi que la composition du groupe et les comptes rendus des réunions, mais l'HAS refuse, citant des risques de pressions. Juristes pour l'enfance fait alors une demande à la CADA, mais n’obtient que la liste des membres de la commission en août 2023, l’accès aux comptes rendus lui étant refusés. L'association a saisi le tribunal administratif de Montreuil à la suite de l'avis défavorable de la CADA et le tribunal ordonne en février 2024 à la HAS de publier la composition de la commission. La HAS porte l'affaire devant la cour de cassation en mars 2024.
En décembre 2023, le Conseil d'État examine une requête conjointe de SOS Éducation et de Juristes pour l'enfance visant à annuler la circulaire Blanquer de 2021 du Ministère de l'Éducation Nationale concernant l’accueil des enfants trans, et rejette la demande.
Le 9 février 2024, l'association participe à un colloque au Sénat autour des programmes d’éducation sexuelle avec le Syndicat de la famille et l'association Famille et liberté .
À la suite de la mise en place en septembre 2023 d'un nouveau programme de subventions de club sportif prenant en compte le genre des membres par la mairie de Rennes, l'association dépose un recours devant le tribunal administratif pour faire annuler la délibération. Le tribunal examine le recours le 27 juin 2024 et le rejette en juillet 2024.
En octobre 2024, l'association se joint à SOS Éducation en vue de faire retirer le livre « Le Club des enfants perdus » de Rebecca Lighieri de la sélection du prix Goncourt des lycéens .
En février 2025, l'association accompagne une vingtaine de parents d’élèves et dépose un recours visant à faire annuler le programme EVARS, ce qui entraine une réaction du syndicat CGT Éducation 69 qui y voit une négation des « droits des personnes LGBT ». Le 27 juin 2025, le recours est rejeté par le Conseil d'État qui déclare que « l'arrêté et la circulaire attaqués respectent le principe de neutralité du service public de l'enseignement, la liberté de conscience des élèves et de leurs parents, le droit des parents à éduquer leurs enfants selon leurs convictions et plus généralement, leur autorité parentale ».